# Leucadendron nitidum
Leucadendron nitidum là một loài thực vật có hoa trong họ Quắn hoa. Loài này được Buek Ex Meisn. miêu tả khoa học đầu tiên.